# Parszowice

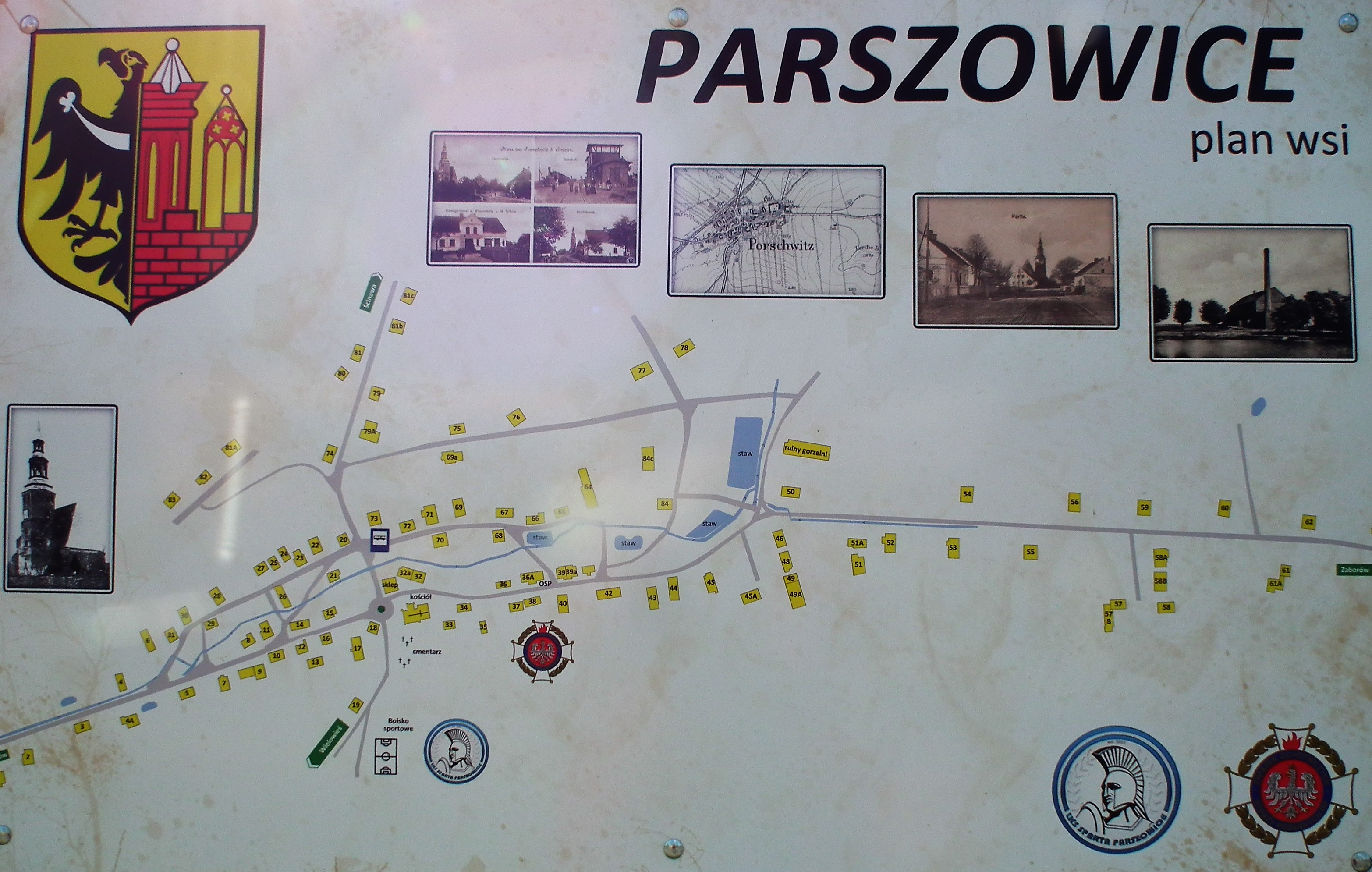
Zdjęcie tablicy z planem Parszowic

Parszowice (niem. Porschwitz) – wieś w Polsce położona w województwie dolnośląskim, w powiecie lubińskim, w gminie Ścinawa. W latach 1975–1998 miejscowość administracyjnie należała do województwa legnickiego.
We wsi był przystanek kolejowy Parszowice.

## Nazwa
W 1475 roku w łacińskich statutach Statuta Synodalia Episcoporum Wratislaviensium miejscowość wymieniona jest w zlatynizowanej staropolskiej formie Porschewicz.

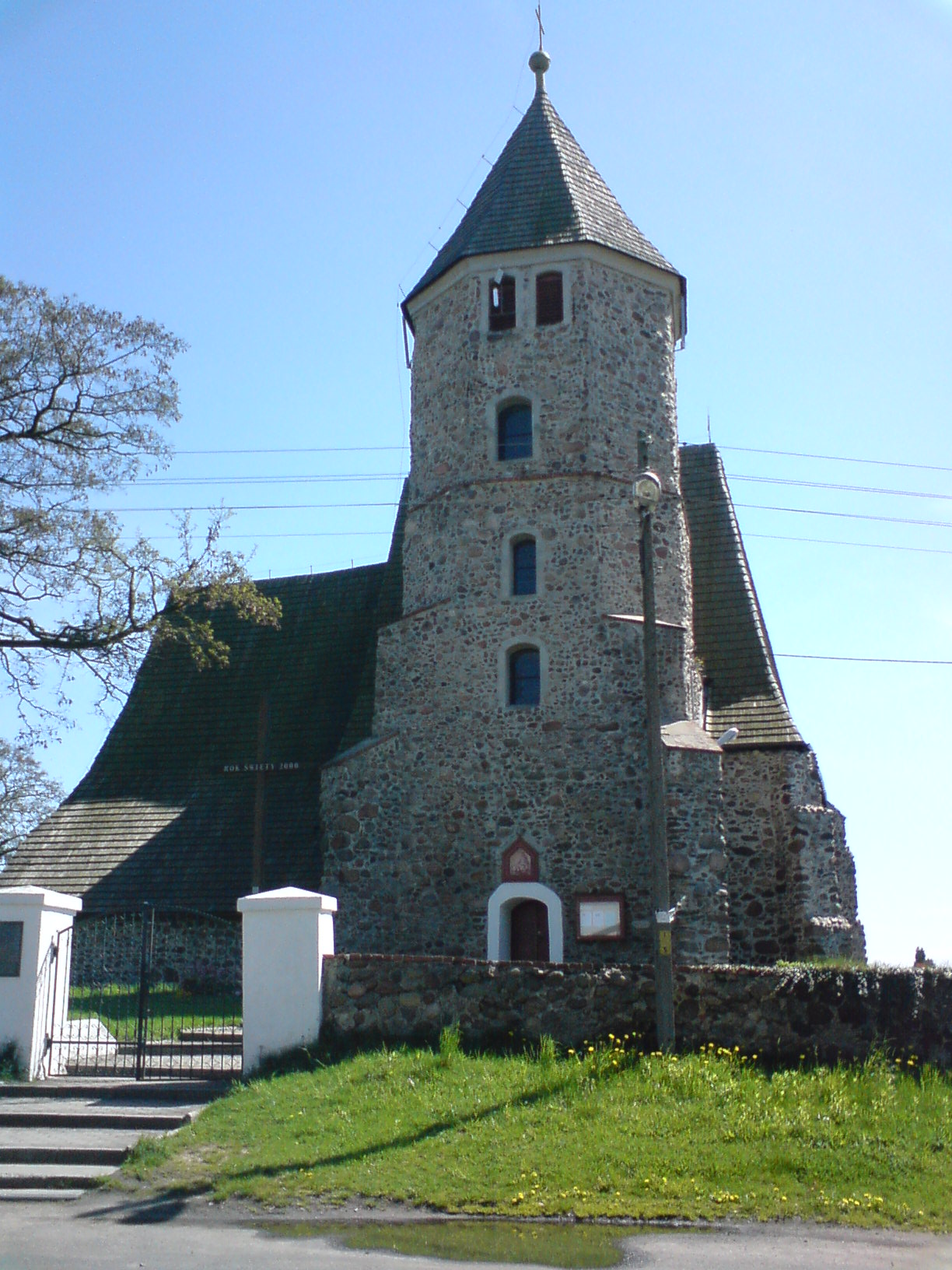
Kościół pw. Świętej Rodziny w Parszowicach

## Zabytki
Do wojewódzkiego rejestru zabytków wpisane są:
- kościół filialny pw. Świętej Rodziny, z 1500 r.
- cmentarz przykościelny.